# Kévin Zougoula
Koelly Kévin Zougoula (20 aprile 1988) è un calciatore ivoriano, attaccante dell'EFYM Ivory Coast.
È soprannominato Zougougoal.

## Carriera

### Club
Nel 2011 ha segnato 9 reti nella massima serie ivoriana nell'ASC Ouragahio; l'anno seguente passa al Séwé Sports, con cui segna 10 gol; l'anno seguente mette invece a segno 11 reti in campionato, vincendo il titolo di capocannoniere. Anche nel 2012 vince il titolo di capocannoniere del campionato con 13 reti e ne mette a segno altre 2 in 4 presenze in CAF Champions League. Nella CAF Champions League 2013 ha segnato 5 reti in 8 presenze, spingendo il Sewe Sport ad un passo dalla qualificazione alla semifinale, impresa mai riuscita nella storia del club ivoriano. Nel settembre del 2013 si è trasferito alla Dinamo Bucarest, squadra della massima serie rumena, con cui ha esordito il 24 settembre nella partita di Coppa di Romania vinta per 4-0 in casa col Sanatatea, nella quale è partito da titolare ed ha anche segnato una doppietta; ha esordito nella massima serie rumena il successivo 20 ottobre, quando ha giocato gli ultimi 29 minuti della partita persa per 2-1 sul campo dell'Astra Giurgiu. Il 1º gennaio 2014 la Dinamo Bucarest ha rescisso il contratto con Zougoula, che è quindi rimasto svincolato. Nel marzo del 2014 è tornato in Costa d'Avorio al Séwé Sports, con cui ha giocato fino al 2015, quando per un breve periodo si è trasferito in Guinea al Kaloum Star. Ha poi giocato per una stagione con l'Abengourou e per 2 stagioni con il Tanda, sempre in patria; con quest'ultima formazione vince un campionato ivoriano (il quarto della sua carriera) e successivamente segna un gol in 2 presenze nella CAF Champions League 2017.

### Nazionale
Nel 2013 è stato convocato in nazionale per una partita contro il Gambia, valida per le qualificazioni ai Mondiali del 2014. In questo stesso anno ha giocato le sue uniche 2 partite in carriera in nazionale, durante le quali ha anche messo a segno altrettante reti.

## Palmarès

### Club

#### Competizioni nazionali
- Campionato ivoriano: 4

Séwé Sports: 2011-2012, 2012-2013, 2013-2014
Tanda: 2015-2016
- Coppa Félix Houphouët-Boigny: 2

2012, 2013

### Individuale
- Capocannoniere del campionato ivoriano di calcio: 2

2011 (11 gol), 2012 (13 gol)